# Loeselia ciliata
Loeselia ciliata là một loài thực vật có hoa trong họ Polemoniaceae. Loài này được L. mô tả khoa học đầu tiên năm 1753.